# Майкл Вільямс
Майкл Даглас Вільямс (англ. Micheal Douglas Williams; нар. 23 липня 1966, Даллас, Техас, США) — американський професіональний баскетболіст, що грав на позиції розігруючого захисника за низку команд НБА. Чемпіон НБА.

## Ігрова кар'єра
На університетському рівні грав за команду Бейлор (1984–1988). 
1988 року був обраний у другому раунді драфту НБА під загальним 48-м номером командою «Детройт Пістонс». Професійну кар'єру розпочав 1988 року виступами за тих же «Детройт Пістонс», захищав кольори команди з Детройта протягом одного сезону, ставши чемпіоном НБА у її складі.
Частину 1989 року виступав у складі «Фінікс Санз».
1989 року перейшов до «Шарлотт Горнетс», у складі якої провів наступний сезон своєї кар'єри.
Наступною командою в кар'єрі гравця була «Індіана Пейсерз», за яку він відіграв 2 сезони.
З 1992 по 1998 рік грав у складі «Міннесота Тімбервулвз», куди разом з Чаком Персоном був обміняний на Сема Мітчелла та Пуха Річардсона.
Останньою ж командою в кар'єрі гравця стала «Торонто Репторз», до складу якої він приєднався 1999 року і за яку відіграв лише частину сезону.